# Henry Calvert Simons
Henry Calvert Simons (* 9. Oktober 1899 in Virden, Illinois; † 19. Juni 1946) war ein Ökonom an der University of Chicago, dessen Modelle zum Wettbewerbsrecht und Monetarismus die Chicagoer Schule beeinflussten.
Simons ist ebenfalls bekannt geworden durch seine Bestimmung des Wirtschaftseinkommens, die er gemeinsam mit Robert M. Haig entwickelte, der sogenannten Haig-Simons-Formel. Diese beeinflusste die Struktur der modernen staatlichen Steuern der USA nachhaltig.
In seiner Publikation „Ein positives Programm des Laissez-faire“ (A Positive Program for Laissez Faire) setzte Simons im Jahre 1934 eine politische Programmatik in Bewegung, die beitrug, der privaten Geschäftstätigkeit nach der Weltwirtschaftskrise wieder neue Impulse zu geben.

„Beseitigen Sie alle Formen der monopolistischen Marktmacht, eingeschlossen das Aufbrechen oligopoler Firmenstrukturen, und wenden Sie die Regeln gegen Kartelle auch auf Gewerkschaften an. Ein Bundesgesetz könnte die Größe von Unternehmen beschränken, und wo aus technischen Gründen wegen der klein zu haltenden Produktionskosten riesige Unternehmungen erforderlich sind, sollte die Bundesregierung diese besitzen und betreiben … Stützen Sie die Stabilität der Wirtschaft durch eine Reform des Geldsystems und durch das Aufstellen beständiger Regeln der Geldpolitik … Reformieren Sie das Steuersystem und fördern sie Fairness und Wohlstand durch das Einkommensteuersystem … Schaffen Sie alle Gebühren und Zölle ab … Begrenzen Sie die Verschwendung und die Produktion von Müll durch Beschränkungen der Werbung und anderer verschwenderischer Gepflogenheiten des Verkaufens.“

Henry Simons setzte sich für Änderungen in der Finanzarchitektur der Vereinigten Staaten ein, die eine wirksamere Geldpolitik ermöglichen und die regelmäßigen Schwankungen zwischen inflationären und deflationären Phasen abmildern sollte. Sein Ziel war dabei, die besonderen Extreme in den industriellen Konjunkturzyklen zu vermeiden.